# Antoni Monplet i Guerra
Antoni Monplet i Guerra o també Antonio Momplet (Cadis, 1899 − Cadaqués, 10 d'agost de 1974) va ser un guionista i director de cinema català, va tenir una extensa carrera professional a Espanya, Argentina i Mèxic.
Va estudiar a Barcelona on va treballar com a periodista, representant d'artistes, traductor i adaptador de diàlegs de pel·lícules estrangeres i com a director d'espectacles escènics. El 1923 va fundar la col·lecció de narrativa breu La Novel·la d'Ara i també fou representant de la dansaire Teresina Boronat. En 1927 va passar a residir a París i allí va treballar pels estudis Gaumont i va col·laborar en 1931 amb el director Maurice Tourneur en el film Maison de danses. A principis de la dècada dels trenta va fundar la revista Cine Art, que li va donar prestigi com a crític i teòric de cinema.
En 1935 va dirigir la seva primera pel·lícula a Espanya, el film Hombres contra hombres, de caràcter pacifista insòlit per a l'època, ambientat en la Primera Guerra Mundial en el qual s'intercalen imatges d'arxiu, que va ser elogiat per la crítica.
La productora Unió Film, una societat que fins i tot pretenia aixecar estudis propis, va desaparèixer poc després d'haver nascut, i el seu director general Antonio Lasierra es va proposar produir pel seu propi compte el film La farandula, dirigit per Antonio Momplet. És l'única pel·lícula en la qual va participar el gran cantant Marcos Redondo de la que se'n va localitzar una còpia a la Filmoteca de la Generalitat de Catalunya. La música és de Martínez Valls i Luna, entre d'altres, i la hi va pensar durant la República com una plataforma per a la música popular espanyola, sent considerada com el primer musical de la història del cinema espanyol. La pel·lícula narra les peripècies d'una humil companyia de sarsuela que gira de poble en poble i que acaba triomfant, amb Marcos Redondo de galant.
El rodatge començà als “Estudios Orphea Film” de Barcelona a mitjan novembre de 1935, però al cap d'uns dies es va acabar els diners i l'equip es va dispersar. Monplet, però, va persistir amb el projecte, buscant altres canals de finançament i procurant filmar el que pogués i on pogués. Va aconseguir reunir els actors, primer als estudis Cinearte (Madrid) i, uns mesos després, de nou a Barcelona, aprofitant la convocatòria que havia tingut el film La millona que havia dirigit basada en l'obra teatral homònima d'Enrique Suárez de Deza. Encara que no sembla probable que La farandula quedés conclosa amb les preses realitzades al juny als estudis Lepanto, si faltava alguna part del metratge, l'inici de la Guerra Civil espanyola li va impedir completar-la. El material filmat va passar a les mans del muntador Nil Masó qui, un cop acabada la guerra, va llançar al mercat a través de la seva pròpia empresa (Hispano Nacional Films) una còpia pobre, breu i inconnexa, sense que se sàpiga en quines dades es va fer el muntatge.
En 1937 va viatjar a l'Argentina escapant de la guerra civil, on dirigí vuit llargmetratges: Turbión (1938), Novios para las muchachas (1941), En el viejo Buenos Aires (1941) i Los hijos artificiales (1943), entre d'altres. Viatjà després a Mèxic on en 1944 va escriure en col·laboració el guió d'El corsario negro segons la novel·la homònima d'Emilio Salgari que després dirigiria Chano Urueta i va escriure i dirigir la pel·lícula Amok, segons la història del mateix nom de Stefan Zweig amb l'actuació de María Félix, Julián Soler i Stella Inda. Posteriorment vindrien Vértigo (1946), A media luz o Senda sin culpa (1946) i Bel Ami o El buen mozo (1946), que va ser preseleccionada com a candidata per l'Ariel de 1948, en les categories Millor Pel·lícula i Millor Direcció.
També va escriure els guions de El que murió de amor sobre el conte homònim de Théophile Gautier, dirigida per Miguel Morayta Martínez en 1945, La mujer de todos, sobre l'obra de teatre homònima de Robert Thoeren que estava basada en la novel·la La dama de les camèlies, d'Alexandre Dumas (fill) dirigida per Julio Bracho en 1946 i Lágrimas de sangre, dirigida per Joaquín Pardavé el mateix any, entre d'altres.
En 1946 va tornar a Buenos Aires i va dirigir La cumparsita (1947), La otra y yo(1947), Yo no elegí mi vida (1949), Toscanito y los detectives (1950) i Café cantante (1951).
En 1952 va reiniciar la direcció de pel·lícules a Espanya amb La hija del mar (1952), versió de la peça teatral d'Àngel Guimerà, a la que seguiren Viento del norte (1954) protagonitzada per Enrique Álvarez Diosdado que va obtenir el premi com a Millor Actor en el Festival Internacional de Cinema de Sant Sebastià de 1954, Las de Caín (1959) i Julia y el celacanto (1961), entre d'altres. En 1964 dirigí El Sheriff terrible i va escriure l'argument de Jandro, dirigida per Julio Coll, per retirar-se després a viure a Cadaqués, on va morir el 10 d'agost de 1974.

## Filmografia

### Director
- El sheriff terrible (1962)
- El gladiador invencible (1962) (com Anthony Momplet)
- Julia y el celacanto (1961)
- Las de Caín (1959)
- Buongiorno primo amore!  (1957) (versió espanyola)
- Viento del norte (1954)
- La hija del mar (1953)
- La mujer sin lágrimas (1951)
- Café cantante (1951)
- Toscanito y los detectives (1950)
- Yo no elegí mi vida (1949)
- La otra y yo (1949)
- La cumparsita (1947)
- Bel Ami (1947)
- A media luz (1947)
- Vértigo (1946)
- Remolino de pasión (1945)
- Amok (1944)
- Los hijos artificiales (1943)
- En el viejo Buenos Aires (1942)
- El hermano José (1941)
- Novios para las muchachas (1941)
- Turbión (1938)
- Hombres contra hombres (1937)
- La millona (1937)
- La farándula (1935)

### Guionista
- Jandro (1965)
- El gladiador invencible (1962) (com Anthony Momplet)
- Julia y el celacanto (1961)
- Viento del norte (1954)
- Café cantante (1951)
- A media luz (1947)
- Lágrimas de sangre (1946)
- La mujer de todos (1946)
- Vértigo (1946)
- El que murió de amor (1945)
- Amok(1944)
- El corsario negro (1944)
- Los hijos artificiales (1943)
- Napoleón (1941)
- Turbión (1939)
- Hombres contra hombres (1937)
- La millona (1937)
- Petróleo (1936)

### Productor
- El gladiador invencible (1962) (com Anthony Momplet)

## Candidatures a premis
El buenmozo (1946), va ser preseleccionada com a candidata per l'Ariel de 1948, en les categories Millor Pel·lícula i Millor Direcció.